# めぶくグラウンド
めぶくグラウンド株式会社（英: Mebuku Ground Inc.）は、群馬県前橋市の電車地域通貨めぶくPayを初め、めぶくIDの発行及びデータ連携基盤の提供する会社である。群馬県前橋市に本社を置き、前橋市と市内を拠点とする8事業者が出資する「官民共創会社」である。

## 概要
「めぶくグラウンド株式会社」は、デジタル技術を活用した新しい街づくりを目指す官民共創会社として設立。この企業は前橋市と市内を拠点とする8つの事業者による出資で、共助型未来都市「デジタルグリーンシティ」の実現を推進を目的としている。
企業の主要な事業として、「めぶくPay」という前橋市内加盟店舗で利用できる電子地域通貨の運営、「めぶくID」という新しいIDの発行を行う。マイナンバーカードを活用した「めぶくID」は、医療、福祉、教育、公共交通などの様々な公共・民間サービスを支援することを目的としている。
「誰一人取り残されることなく、Well-Being（幸福）を享受することができる社会の実現」を企業理念に掲げており、顔認証技術を導入することでスマートフォンを持っていない人々もサービスを利用できるようにすることを目標としている。
設立の経緯として、前橋市とJINS創業者の田中仁氏が2016年に発表した「めぶく。」というビジョンがある。めぶくグラウンドは、「めぶく。」ビジョンの中核の一つである、前橋市のデジタル化に関して大きな役割を担っている。